# إن أر كا 3
سوبر إن أر كا هي قناة تلفزيونية نرويجية أنشئتها وتديرها هيئة الإذاعة النرويجية موجهة للأشخاص الذين تتراوح أعمارهم بين 15-40 سنة. بدأ بث القناة التلفزيونية في 3 سبتمبر 2007. تبث القناة على هيئة تلفاز رقمي عبر الشبكة الأرضية والفضائيات وتلفزيون الكابل.